# Oude Molen (Berlingen)
De Oude Molen of Molen Pexsters is een watermolen op de Herk in Berlingen, een deelgemeente van de Belgische gemeente Wellen. De molen bevindt zich aan de Bronstraat nabij de gemeentegrens met Borgloon.
Reeds in 1390 werd er melding gemaakt van een molen in Berlingen. Samen met de Nieuwe Molen die enkele honderden meters stroomopwaarts was gelegen in Rullingen, was de Oude Molen een banmolen voor de inwoners van Berlingen, Borgloon en Graethem. De molen was eigendom van de prins-bisschop van Luik. In 1739 werd de molen in erfpacht gehouden door Pierre-Antoine, baron de Tiribu, de latere bewoner van het Kasteel van Rijkel.
De huidige molengebouwen dateren grotendeels uit de tweede helft van de negentiende eeuw. Het molencomplex omvat een poortgebouw met aansluitend een dwarsschuur met restanten van vakwerk. Het geheel wordt bedekt door een zadeldak met Vlaamse pannen. 
Evenwijdig met het poortgebouw bevindt zich aan de zuidelijke zijde het gebouw waarin het molenhuis en molenaarshuis waren ondergebracht. Het betreft een woonhuis van drie traveeën en twee bouwlagen onder een zadeldak met daarlangs het molenhuis van twee traveeën. De vensters zijn voorzien van voussoirs en lekdrempels in hardsteen. Onder een zadeldak bevindt laadvenster met laadbalk en katrol.
De Oude Molen fungeerde als korenmolen tot 1978. De inrichting is nog steeds aanwezig en molen is maalvaardig. 
De molen en de omgeving zijn sinds 26 oktober 1993 beschermd als monument en dorpsgezicht
- Inventaris van het Bouwkundig Erfgoed (Vlaanderen): 32576